# Lê Tiến
Lê Tiến (sinh năm 1969) là Kiểm sát viên Viện kiểm sát nhân dân tối cao người Việt Nam. Ông hiện giữ chức vụ Viện trưởng Viện kiểm sát nhân dân thành phố Đà Nẵng. Ông nguyên là Vụ trưởng Vụ Thực hành quyền công tố và kiểm sát điều tra án kinh tế (Vụ 3), Viện kiểm sát nhân dân tối cao Việt Nam. Ông nguyên là Vụ trưởng Vụ hợp tác quốc tế và tương trợ tư pháp về hình sự (vụ 13), Viện kiểm sát nhân dân tối cao Việt Nam. Năm 2014, ông được Chủ tịch nước Cộng hòa xã hội chủ nghĩa Việt Nam Trương Tấn Sang bổ nhiệm chức danh Kiểm sát viên Viện kiểm sát nhân dân tối cao Việt Nam.

## Tiểu sử
Lê Tiến sinh năm 1969.
Từ năm 2012, Lê Tiến là Vụ trưởng Vụ hợp tác quốc tế và tương trợ tư pháp về hình sự (vụ 13), Viện kiểm sát nhân dân tối cao Việt Nam.
Tháng 8 năm 2012, Lê Tiến được Thủ tướng Chính phủ Việt Nam Nguyễn Tấn Dũng ủy quyền làm Trưởng đoàn đàm phán Hiệp định tương trợ tư pháp về hình sự giữa nước Cộng hòa xã hội chủ nghĩa Việt Nam và Cộng hòa Indonesia.
Ngày 17 tháng 1 năm 2014, Lê Tiến là một trong 15 người được Chủ tịch nước Cộng hòa xã hội chủ nghĩa Việt Nam Trương Tấn Sang kí Quyết định số 213/QĐ-CTN bổ nhiệm chức danh Kiểm sát viên Viện kiểm sát nhân dân tối cao.
Từ ngày 1 đến ngày 5 tháng 12 năm 2014, Lê Tiến làm Trưởng đoàn Đoàn đàm phán Việt Nam ký kết Hiệp định tương trợ tư pháp về hình sự giữa Việt Nam và Cộng hòa Pháp theo ủy quyền của Chủ tịch nước.
Từ tháng 3 năm 2019 đến tháng 7 năm 2019, Lê Tiến là Vụ trưởng Vụ hợp tác quốc tế và tương trợ tư pháp về hình sự (vụ 13), Viện kiểm sát nhân dân tối cao Việt Nam.
Trong thời gian Lê Tiến giữ chức Vụ trưởng Vụ hợp tác quốc tế và tương trợ tư pháp về hình sự (vụ 13), đơn vị này được trao Huân chương Lao động hạng Ba (năm 2017), Cờ Thi đua của Chính phủ (năm 2016).
Từ ngày 1 tháng 7 năm 2019, Lê Tiến được Viện trưởng Viện kiểm sát nhân dân tối cao Việt Nam Lê Minh Trí bổ nhiệm giữ chức vụ Vụ trưởng Vụ Thực hành quyền công tố và kiểm sát điều tra án kinh tế (Vụ 3), VKSND tối cao thay ông Đỗ Mạnh Bổng được điều động giữ chức Viện trưởng Viện kiểm sát nhân dân Thành phố Hồ Chí Minh.
Ngày 12 tháng 2 năm 2020, kiểm sát viên cao cấp Lê Tiến được Chủ tịch nước Việt Nam Nguyễn Phú Trọng bổ nhiệm giữ chức danh Kiểm sát viên Viện kiểm sát nhân dân tối cao.
Ngày 25 tháng 3 năm 2020, Lê Tiến được Viện trưởng Viện kiểm sát nhân dân tối cao Việt Nam Lê Minh Trí kí quyết định biệt phái giữ chức vụ Viện trưởng Viện kiểm sát nhân dân thành phố Đà Nẵng trong thời hạn không quá ba năm kể từ ngày 1 tháng 4 năm 2020.